# Tipula saltatrix
Tipula saltatrix är en tvåvingeart som beskrevs av Evgenyi Nikolayevich Savchenko 1964. Tipula saltatrix ingår i släktet Tipula och familjen storharkrankar. Inga underarter finns listade i Catalogue of Life.